# 베른 극장

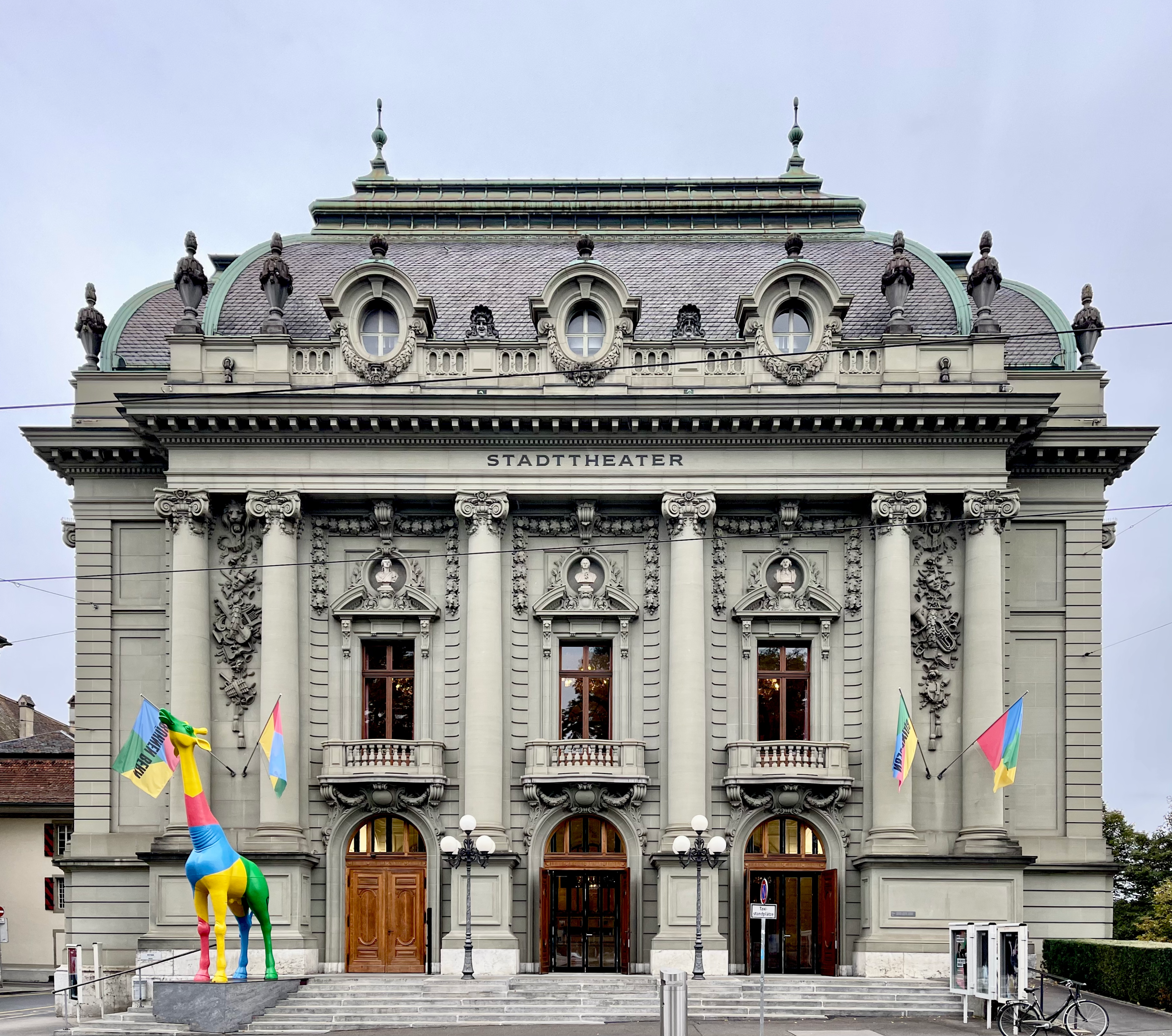
베른 극장

베른 극장(독일어: Stadttheater Bern)은 스위스 베른에 위치한 극장이다.